# A Cold Storage Egg
A Cold Storage Egg è un cortometraggio muto del 1913: il nome del regista non viene riportato. Il film è interpretato da Ruth Roland.

## Produzione
Il film fu prodotto dalla Kalem Company.

## Distribuzione
Distribuito dalla General Film Company, il film uscì nelle sale cinematografiche USA il 21 febbraio 1913 come split reel, proiettato insieme a un altro cortometraggio in un unico programma.